# Dealu Crucii
Dealu Crucii – wieś w Rumunii, w okręgu Botoszany, w gminie Vorniceni. W 2011 roku liczyła 236 mieszkańców.